# Tuffi alla XXVI Universiade
Le gare di tuffi alla XXVI Universiade si sono svolte alla Shenzhen Swimming and Diving Gym di Shenzhen, Cina, dal 16 al 22 agosto 2011.

## Podi

### Uomini
| Evento                         | Oro                    | Perform. | Argento                                   | Perform. | Bronzo                                    | Perform. |
| Trampolino 1 m                 | Lin Jin                | 487,00   | Sun Zhiyi                                 | 460,20   | Illja Kvaša                               | 454,55   |
| Trampolino 3 m                 | He Chong               | 539,30   | Julián Sánchez                            | 515,50   | Il'ja Zacharov                            | 471,95   |
| Piattaforma 10 m               | Wu Jun                 | 537,00   | Viktor Minibaev                           | 528,75   | Rommel Pacheco                            | 492,05   |
| Sincronizzati piattaforma 3 m  | Cina Qin Kai Lin Jin   | 419,07   | Messico Rommel Pacheco Jonathan Ruvalcaba | 385,32   | Giappone Yu Okamoto Shō Sakai             | 374,40   |
| Sincronizzati piattaforma 10 m | Cina Huo Liang Lin Yue | 474,69   | Russia Viktor Minibaev Il'ja Zacharov     | 453,42   | Messico Rommel Pacheco Jonathan Ruvalcaba | 421,50   |
| Gara a squadre                 | Cina                   | 3.718,46 | Ucraina                                   | 3.239,83 | Russia                                    | 3.239,69 |

### Donne
| Evento                         | Oro                       | Perform. | Argento                                  | Perform. | Bronzo                                     | Perform. |
| Trampolino 1 m                 | Shi Tingmao               | 320,65   | Kelci Bryant                             | 304,00   | Chen Ye                                    | 283,30   |
| Trampolino 3 m                 | He Zi                     | 384,70   | Wang Han                                 | 370,00   | Paola Espinosa                             | 323,60   |
| Piattaforma 10 m               | Paola Espinosa            | 385,25   | Pandelela Rinong                         | 381,75   | Wang Xin                                   | 370,55   |
| Sincronizzati piattaforma 3 m  | Cina He Zi Wang Han       | 334,20   | Ucraina Olena Fedorova Hanna Pys'mens'ka | 301,50   | Stati Uniti Bianca Alvarez Carrie Dragland | 292,50   |
| Sincronizzati piattaforma 10 m | Cina Wang Xin Chen Ruolin | 349,90   | Messico Paola Espinosa Tatiana Ortíz     | 330,48   | Malaysia Pandelela Rinong Mun Yee Leong    | 316,98   |
| Gara a squadre                 | Cina                      | 2.674,18 | Stati Uniti                              | 2.373,03 | Malaysia                                   | 2.336,23 |

## Medagliere
| Posizione | Paese       |    |    |    |    |
| --------- | ----------- | -- | -- | -- | -- |
| 1         | Cina        | 11 | 2  | 2  | 15 |
| 2         | Messico     | 1  | 3  | 3  | 7  |
| 3         | Russia      | 0  | 2  | 2  | 4  |
| 4         | Stati Uniti | 0  | 2  | 1  | 3  |
| 4         | Ucraina     | 0  | 2  | 1  | 3  |
| 6         | Malaysia    | 0  | 1  | 2  | 3  |
| 7         | Giappone    | 0  | 0  | 1  | 1  |
| Totale    | Totale      | 12 | 12 | 12 | 36 |